# 5 Batalion Saperów (LWP)

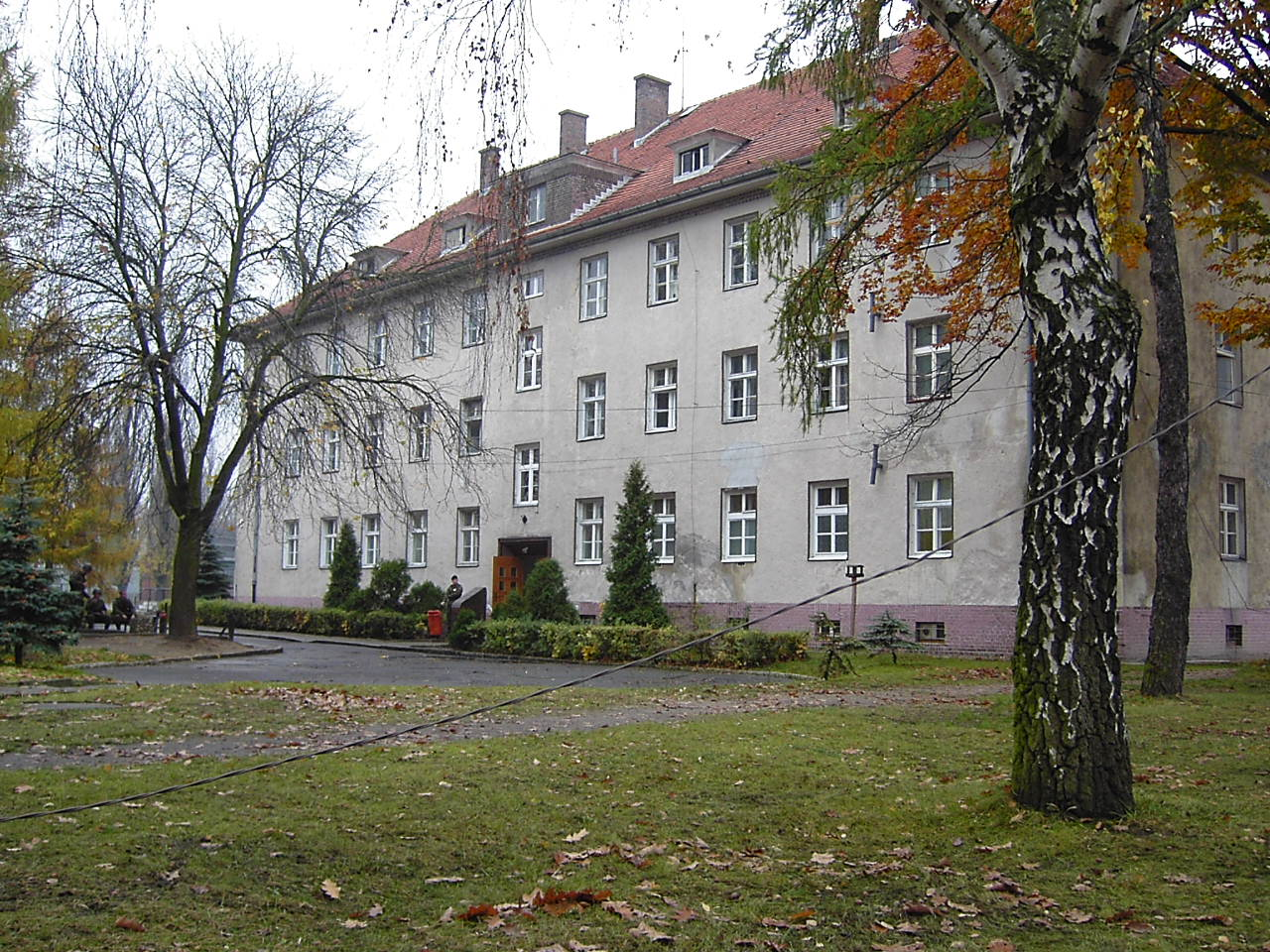
Krosno Odrzańskie - tu po wojnie stacjonował batalion

5 Batalion Saperów (5 bsap) – samodzielny pododdział wojsk inżynieryjnych ludowego Wojska Polskiego.

## Formowanie i zmiany organizacyjne
Sformowany w m. Basy w okolicach Sum na podstawie rozkazu dowódcy 1 Armii Polskiej w ZSRR nr 001 z 1 kwietnia 1944 jako jednostka 4 Pomorskiej Dywizji Piechoty.
Przysięgę żołnierze batalionu złożyli 1 listopada 1944 w Lublinie.
W sierpniu 1944 zabezpieczał przemarsz jednostek dywizji na front przez Kowel–Lubomi–Chełm–Lublin, a następnie w rejonie Warszawy. W operacji warszawskiej ubezpieczał manewr 4 Dywizji Piechoty i zorganizował jej przeprawę po lodzie w rejonie Góry Kalwarii. Zabezpieczał też działania dywizji w walkach o Jastrowie (forsowanie Gwdy) oraz walki na Wale Pomorskim. Brał udział w walkach o Kołobrzeg, a następnie w forsowaniu Odry i w operacji berlińskiej. Szlak bojowy zakończył nad Łabą.

## Obsada personalna
Dowódcy batalionu
- mjr Grzegorz Durow[5]
- mjr Jan Panow[6]
- Stanisław Szewczyk[7]
- Paweł Gliński[7]
- Stanisław Jurneczko[7]

## Struktura organizacyjna
Etat 04/506

- Dowództwo i sztab
- 3 x kompania saperów
  - 3 x pluton saperów
  - drużyna zaopatrzenia
- kwatermistrzostwo
  - magazyn techniczny
  - drużyna gospodarcza

Razem:
żołnierzy – 254 (oficerów – 33, podoficerów – 44, szeregowych – 177)
sprzęt:
- samochody – 3
- łodzie MN – 1

## Marsze i działania bojowe
Batalion po sformowaniu i pierwszym okresie szkolenia zmienił miejsce postoju. Z rejonu Sum przegrupował się do miejscowości Kiwerce a później Ołyki. Po przegrupowaniu na nowe miejsce postoju batalion rozpoczął szkolenie głównie w zakresie zabezpieczenia działań bojowych w natarciu oddziałów i pododdziałów. Pod koniec lipca batalion wykonał marsz w kierunku Chełm, Pińsk, Lublin. Wraz z siłami dywizji batalion przekroczył 5 sierpnia Bug i po ześrodkowaniu się w rejonie Lublina rozpoczął intensywne szkolenie i ćwiczenia. W Lublinie żołnierze batalionu wykonywali zadania związane z ochroną i obroną rejonu miasta. Na początku września rozpoczęto przygotowania do uroczystości złożenia przysięgi wojskowej przez żołnierzy dywizji. W dwa dni po złożeniu przysięgi batalion w składzie dywizji forsownym marszem przegrupował się z Lublina do Anina pod Warszawą. Po przybyciu w rejon Warszawy żołnierze batalionu realizowali zadania związane z przygotowaniem i rozbudową rejonu obrony zajętego przez oddziały dywizji oraz przygotowaniem sprzętu przeprawowego i saperskiego potrzebnego do zabezpieczenia natarcia dywizji połączonego z forsowaniem przeszkód wodnych. Ważnym zadaniem był udział w likwidacji pozostałości po działaniach wojennych a szczególnie niszczenie min, niewybuchów oraz innych niebezpiecznych przedmiotów. Takie działania odbywały się na terenie prawobrzeżnej Warszawy w której znajdowały się jednostki dywizji. Do 21 września saperzy rozbroili i usunęli 230 min, zasypali 190 lejów, odremontowali 6 kilometrów jezdni a w przeciągu kolejnego tygodnia rozminowali główne magistrale, drogi podmiejskie oraz wiele budynków i obiektów.
Po przekroczeniu 16 stycznia 1945 Wisły w rejonie Ostrówka batalion zabezpieczał działania bojowe
dywizji, która rozwijała natarcie w kierunku Jeziorna i północnego skraju Warszawy. W końcu stycznia w walkach o Wał Pomorski batalion brał udział w zabezpieczeniu działań bojowych na kierunkach Golice, Czaplinek, Wałcz. W dniach 12–13 marca 1945 uczestniczył w zdobyciu Kołobrzegu, a po wykonaniu zadań bojowych brał udział w pracach inżynieryjnych pasa obrony dywizji na wybrzeżu Bałtyku. W pierwszej dekadzie kwietnia wraz z oddziałami dywizji przegrupował się nad Odrę, którą sforsował w rejonie miejscowości Blessing, a w dalszych walkach uczestniczył w forsowaniu kanału Hohenzollernów i Haweli. 6 maja w Klietz nad Łabą zakończył wykonywanie zadań bojowych i w czerwcu powraca do kraju.

## Okres powojenny

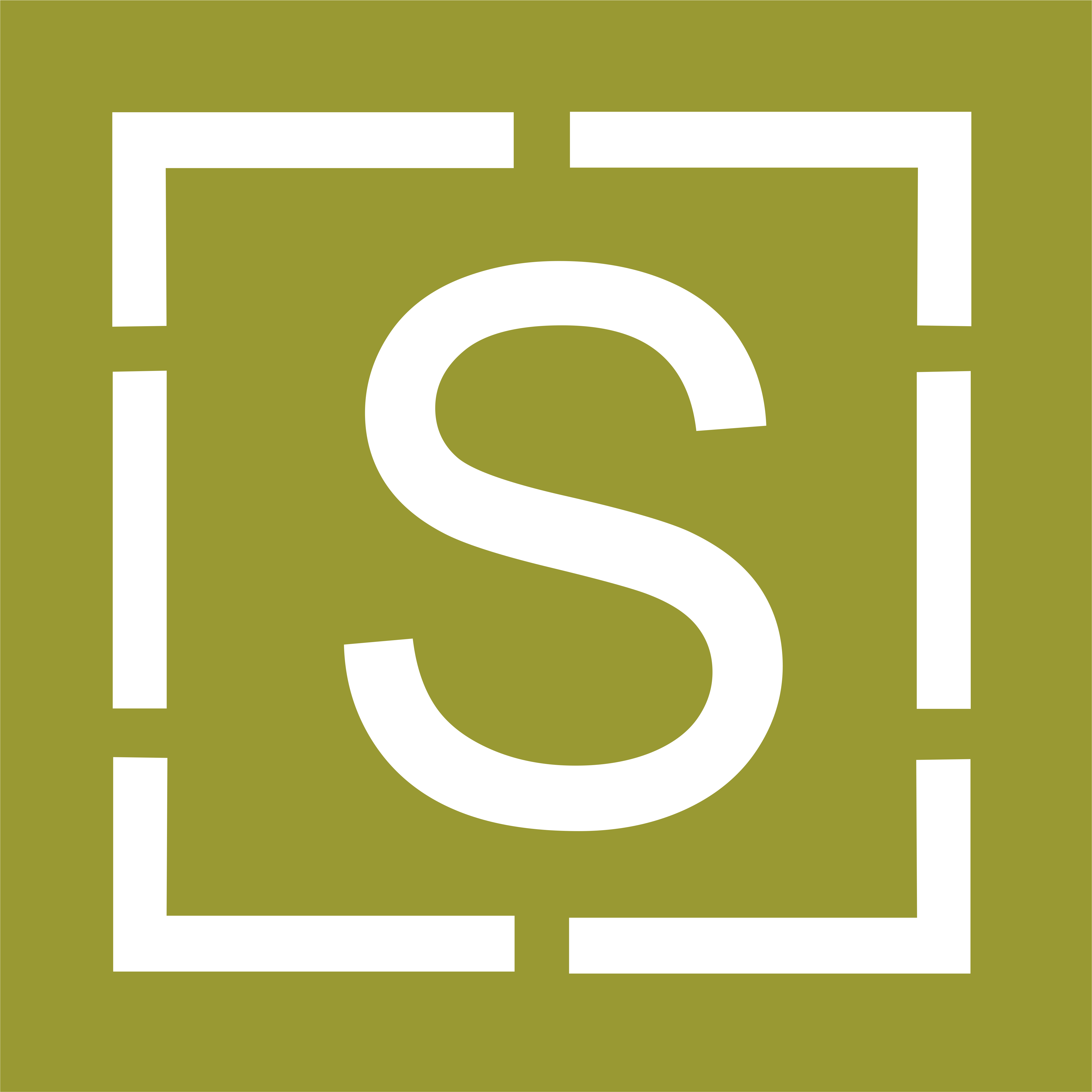
Znak taktyczny malowany na pojazdach batalionu

W latach 1945–56 brał udział w rozminowaniu terenów województwa poznańskiego, łódzkiego, kieleckiego, zielonogórskiego, warszawskiego, wrocławskiego i rzeszowskiego. W województwie poznańskim, łódzkim i zielonogórskim ochraniał mosty w czasie powodzi. W batalionie w gotowości do natychmiastowego użycia były patrole saperskie.
W 1949 stacjonował w Kaliszu, a później w Krośnie Odrzańskim.
W dniu 17 września 1994 batalion przyjął tradycje saperów 5 Kresowej Dywizji Piechoty.